# Seznam členů druhé Grónské zemské rady
Druhá grónská zemská rada se sešla na šesti zasedáních:
| Severní inspektorát Grónska      | Jižní inspektorát Grónska        |
| -------------------------------- | -------------------------------- |
| 27. července – 1. srpna 1917     | 9. července – 14. července 1917  |
| 23. července – 26. července 1918 | 23. července – 26. července 1918 |
| 4. September – 6. září 1919      | 12. července – 17. července 1919 |
| 18. srpna – 25. srpna 1920       | 12. srpna – 16. srpna 1920       |
| 11. července – 12. července 1921 | 14. července – 15. července 1921 |
| 7. srpna – 10. srpna 1922        | 7. července – 10. července 1922  |

## Členové

### Severní inspektorát Grónska
| Volební obvod | Jméno člena          | Rok narození | Povolání          | 1917 | 1918 | 1919 | 1920 | 1921 | 1922 | Poznámka                                                               |
| ------------- | -------------------- | ------------ | ----------------- | ---- | ---- | ---- | ---- | ---- | ---- | ---------------------------------------------------------------------- |
| 1             | Kasper Frederiksen   | 1890         | Lovec             | •    | •    | •    | •    | •    | •    |                                                                        |
| 1             | Johannes Lundblad    | ?            | Lovec             |      |      |      |      |      |      |                                                                        |
| 2             | Nathanael Steenholdt | 1874         | Lovec             | •    | •    | †    | †    | †    | †    | 1919 zemřel                                                            |
| 2             | Jonas Mikisuluk      | 1879         | Lovec             |      |      | •    | •    | •    | †    | 1921 zemřel                                                            |
| 3             | Valdemar Sørensen    | 1886         | Bednář            | •    | •    | •    | •    | •    |      |                                                                        |
| 3             | Frederik Lynge       | 1889         | Obchodní asistent |      |      |      |      |      | •    |                                                                        |
| 4             | Johan Samuelsen      | 1872         | Lovec             | (•)  | •    | •    | •    |      | •    | Volby 1917 neplatné; zvolen pouze v doplňovacích volbách               |
| 4             | Karl Olsvig          | 1879         | Vorsteher         | ―    |      |      |      |      |      | Volby 1917 neplatné; zvolen pouze v doplňovacích volbách               |
| 5             | Johan Gundel         | 1875         | Lovec             | •    | •    | •    | •    | •    | •    |                                                                        |
| 5             | Nathanael Petersen   | ?            | Lovec             |      |      |      |      |      |      |                                                                        |
| 6             | Jonas Zethsen        | 1881         | Lovec             | •    | •    | •    | •    | •    | •    |                                                                        |
| 6             | Pavia Jensen         | 1877         | Udstedsverwalter  |      |      |      |      |      |      |                                                                        |
| 7             | Jeremias Geisler     | 1884         | Lovec             | •    | •    | •    | •    | •    | •    |                                                                        |
| 7             | William Broberg      | ?            | Lovec             |      |      |      |      |      |      |                                                                        |
| 8             | Jonas Cortzen        | 1874         | Lovec             | (•)  | •    | •    |      | •    | •    | Volby 1917 neplatné; zvolen pouze v doplňovacích volbách               |
| 8             | Salomon Kruse        | ?            | ?                 | ―    |      |      |      |      |      | Volby 1917 neplatné; zvolen pouze v doplňovacích volbách               |
| 9             | Enok Zeeb            | 1882         | Lovec             | •    | •    | •    |      | •    | •    |                                                                        |
| 9             | ―                    | ―            | ―                 | ―    | ―    | ―    | ―    | ―    | ―    | Volby 1917 neplatné; volby 1918 neplatné; doplňovací volby se nekonaly |
| 10            | Thomas Løvstrøm      | 1876         | Lovec             | •    |      |      |      | •    | •    |                                                                        |
| 10            | Tobias Willumsen     | 1884         | Lovec             |      | •    | •    |      |      |      |                                                                        |
| 11            | Sigvard Christiansen | 1866         | Lovec             |      | •    |      | •    | •    | •    |                                                                        |
| 11            | Karl Møller          | ?            | Lovec             |      |      |      |      |      |      |                                                                        |
| 12            | Johan Bidstrup       | 1867         | Udstedsverwalter  |      |      |      | †    | †    | †    | 1920 zemřel                                                            |
| 12            | Tobias Heilmann      | 1873         | Starší katecheta  |      | •    |      |      | •    | •    |                                                                        |

### Jižní inspektorát Grónska
| Volební obvod | Jméno člena        | Rok narození | Povolání         | 1917 | 1918 | 1919 | 1920 | 1921 | 1922 | Poznámka                                                 |
| ------------- | ------------------ | ------------ | ---------------- | ---- | ---- | ---- | ---- | ---- | ---- | -------------------------------------------------------- |
| 1             | Saul Knuthsen      | 1887         | Katecheta        | (•)  | ―    | ―    | ―    | ―    | ―    | Volby 1917 neplatné                                      |
| 1             | Josva Kleist       | 1879         | Starší katecheta | ―    | •    | •    |      | •    | •    | Volby 1917 neplatné; zvolen pouze v doplňovacích volbách |
| 1             | Simon Simonsen     | 1877         | Lovec            | ―    |      |      | •    |      |      | Volby 1917 neplatné; zvolen pouze v doplňovacích volbách |
| 2             | Hosias Abelsen     | 1874         | Lovec            | (•)  | ―    | ―    | ―    | ―    | ―    | Volby 1917 neplatné; doplňovací volby se nekonaly        |
| 2             | Johannes Mathiesen | 1881         | Lovec            |      | •    |      | •    | •    | •    | Zástupce za Hosiase Abelsena                             |
| 3             | Jens Hansen        | 1872         | Lovec            | •    | •    | •    | •    | •    | •    |                                                          |
| 3             | Marten Müller      | ?            | Lovec            |      |      |      |      |      |      |                                                          |
| 4             | Pavia Høegh        | 1886         | Tesař            | •    | •    | •    | •    | •    | •    |                                                          |
| 4             | Otto Berthelsen    | ?            | Lovec            |      |      |      |      |      |      |                                                          |
| 5             | Enok Motzfeldt     | 1888         | Lovec            | •    | •    | •    |      | •    | •    |                                                          |
| 5             | Jokum Motzfeldt    | 1883         | Lovec            |      |      |      | •    |      |      |                                                          |
| 6             | Pavia Petersen     | 1876         | Lovec            | •    | •    | •    | •    | •    | •    |                                                          |
| 6             | ―                  | ―            | ―                | ―    | ―    | ―    | ―    | ―    | ―    | Volby 1917 neplatné; doplňovací volby se nekonaly        |
| 7             | Iver Mathæussen    | 1869         | Lovec            | •    | •    | •    | •    | •    | •    |                                                          |
| 7             | Johannes Berglund  | ?            | ?                |      |      |      |      |      |      |                                                          |
| 8             | Niels Lynge        | 1880         | Starší katecheta | •    | •    | •    | •    | •    | ―    | Rezignoval v roce 1922                                   |
| 8             | Abel Egede         | 1880         | Lovec            |      |      |      |      |      | •    |                                                          |
| 9             | Albrecht Platou    | 1878         | Lovec            | •    | •    | •    | •    |      | •    |                                                          |
| 9             | Didrik Heilmann    | ?            | ?                |      |      |      |      |      |      |                                                          |
| 10            | Karl Rosing        | 1878         | Lovec            | (•)  | •    | •    | •    |      | •    | Volby 1917 neplatné; zvolen pouze v doplňovacích volbách |
| 10            | Kristen Kreutzmann | ?            | Lovec            | ―    |      |      |      |      |      | Volby 1917 neplatné; zvolen pouze v doplňovacích volbách |
| 11            | Seth Olsen         | 1882         | Lovec            | •    | •    | •    |      | †    | †    | 1921 zemřel                                              |
| 11            | Marius Olsen       | 1880         | Lovec            |      |      |      | •    |      | •    |                                                          |